# Esfíncter ileocecal

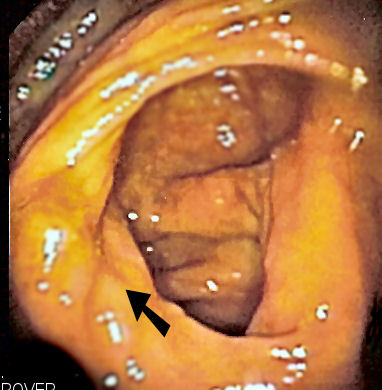
Imagem endoscópica do ceco com a seta apontando para a válvula ileocecal em primeiro plano.

O esfíncter ileocecal, também denominado válvula ileocecal ou válvula de Bauhin, é um anel bem desenvolvido de músculo circular que permanece constrito a maior parte do tempo. Além do esfíncter, em muitas espécies há uma dobra de mucosa que atua como uma válvula de via única, bloqueando ainda mais a movimentação de conteúdos do ceco para o íleo. Durante períodos de atividade peristálticas no íleo, o esfíncter relaxa, permitindo o movimento do material para dentro do ceco. Quando a pressão colônica aumenta, o esfíncter se constringe ainda mais.

## Movimentos
O esfíncter ileocecal se abre quando uma onda peristáltica percorre o íleo terminal e restos do quimo são transferidos para o ceco. O esfíncter se fecha, então, impossibilitando refluxos.

## Função
Diminui a velocidade do esvaziamento do conteúdo do íleo para o ceco exceto imediatamente após uma refeição. Grau de contração controlado por reflexos provenientes do ceco mediados pelo plexo mioentérico e sistema nervoso autônomo (SNA) simpático.